# Färgomfång
Färgomfång eller kulöromfång (eng. (colour) gamut) är alla de färger som antingen
1. återges i en enskild miljö eller scen, ett enskilt fotografi, konstverk eller annan reproduktion, eller
2. kan återges genom att använda en viss utenhet (till exempel bildskärm, tryckpress eller skrivare) och/eller visst medium (till exempel typ av papper och tryckfärg).[1]

Inläsningsenheter (till exempel skannrar och digitalkameror) eller det mänskliga ögat nämns inte explicit i CIE:s och ISO:s definition ovan, men samtliga färger som dessa kan registrera brukar även benämnas färgomfång. Eventuellt ryms detta till viss del i 1.

## Färgrymd, färgomfång och färgkropp
I vissa källor används termen färgrymd synonymt med färgomfång även om detta bör undvikas eftersom ordet färgrymd syftar till det flerdimensionella koordinatsystem i vilket färger kan representeras. Färgomfånget utgör en delmängd av färgrymden.
Ordet färgkropp definieras i Tonnquist (1995) som "den del av en teoretisk färgrymd som kan illustreras med fysiska färgobjekt, till exempel färgprover" och i CIE:s International lighting vocabulary (2011) "del av en färgrymd som innehåller ytfärger". I viss betydelse tangerar detta termen färgomfång i definitionen ovan.

## Olika färgomfång

### Det mänskliga ögats teoretiska färgomfång

MacAdam-ytan uppdelad längs ljushetsaxel (Y) för CIE:s ljustyp FL4 (ett slags lysrörsbelysning) representerad i färgrymden CIE xyY.

Det totala färgomfång som det normala mänskliga ögat kan uppfatta, rent teoretiskt, begränsas av de optimalfärger (de färger med störst mättnad vid varje ljushetsnivå) som kan återges vid en viss typ av belysning – till exempel en natriumlampa innehåller i stort sett endast gult ljus (omkring 590 nm) och kan därmed inte återge till exempel blått, medan solljus innehåller alla de färger som ryms inom det synliga spektrumet.
Det teoretiska färgomfånget för det mänskliga ögat benämns Rösch–MacAdams färgkropp efter de två forskare som studerade detta under 1920-/1930-talet.
Den yttre gränsen på färgomfånget (som begränsas av optimalfärgerna vid varje ljushetsnivå) benämns MacAdam-yta (eng. MacAdam limits).

### Utenheters och visningsenheters färgomfång
En utenhet resp. visningsenhet är en enhet som kan återge en bild i form av ett statiskt, fysiskt exemplar (till exempel som ett tryckark eller en utskrift) resp. i form av ett direktuppdaterat exemplar (till exempel som visad på en datorskärm, projektor eller TV-monitor).
Vilket färgomfång en utenhet kan återge beror, i fallet med skrivare eller tryckpress som använder transparenta färger, på bl.a.
1. renheten hos de pigment som används i de fysiska färgerna
2. färgen på substratet (ett gråfärgat papper får till exempel ett mindre färgomfång än ett vitfärgat papper)
3. substratets ojämnhet (ett obestruket papper reflekterar inkommande ljus mer diffust än ett bestruket papper, varpå färgerna uppfattas som mindre mättade)
4. mängden färg som appliceras på substratet (större färgfilmstjocklek ger högre mättnad, till en viss gräns)

Vad gäller visningsenheter av typen datorskärmar, projektorer och TV-monitorer (som använder ljus för att återge en bild), begränsas färgomfånget i huvudsak av renheten hos ljuskällorna.